# Вологопровідність
Вологопровідність — ізотермічний процес переносу вологи в матеріалі, який визначається наявністю градієнта вологості. Оскільки майже вся волога, що міститься в матеріалі при плюсовій температурі, знаходиться в рідкому стані, то часто під вологопровідністю розуміють здатність матеріалу проводити рідку вологу.
Динамічна вологопровідність має місце в матеріалі при капілярному всмоктуванні води. В цьому випадку вологоперенесення протікає в основному за механізмом капілярного підняття. При цьому по капілярах більшого радіусу вода піднімається швидше. Залежність як статичного, так і динамічного коефіцієнта від вологості матеріалу може мати різний характер і визначається пористою структурою матеріалу, вона може бути монотонно зростаючою або мати максимум при деякому значенні вологості.
Вологопровідність — важлива властивість при зневодненні матеріалу, його термічній сушці.